# ۱۴۴۷ (قمری)
۱۴۴۷ قمری، هزار و چهارصد و چهل و هفتمین سال در گاهشماری هجری قمری قراردادی سالی کبیسه است.
اول محرم این سال روز جمعه: ۶ تیر ۱۴۰۴ هجری خورشیدی (۲۷ ژوئن ۲۰۲۵ میلادی) است.